# Botschaft der Vereinigten Arabischen Emirate in Lissabon

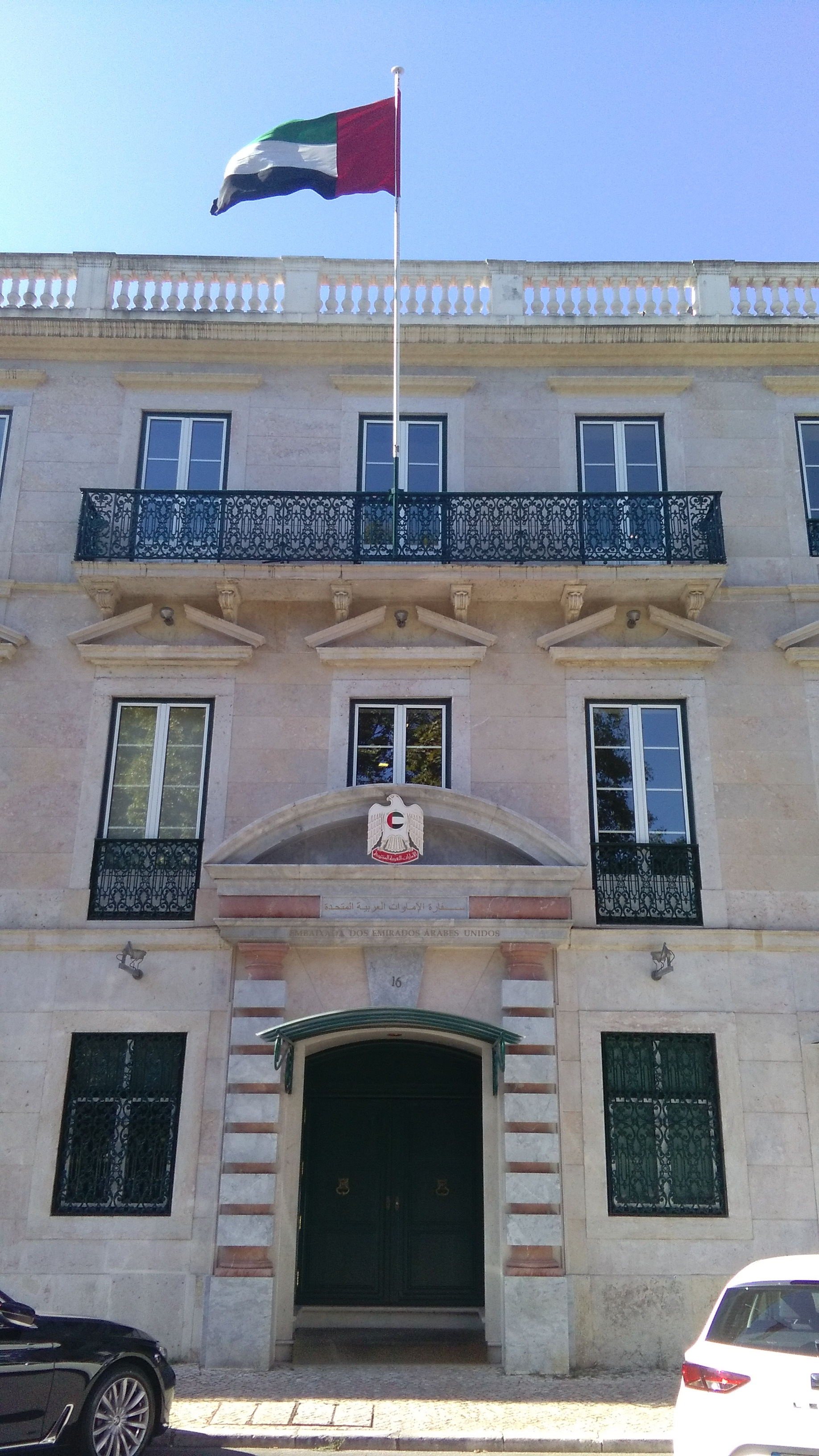
Die Botschaft der Vereinigten Arabischen Emirate im Palácio do Príncipe Real in Lissabon

Die Botschaft der Vereinigten Arabischen Emirate ist der Hauptsitz der diplomatischen Vertretung der Vereinigten Arabischen Emirate in Portugal.
Sie wurde am 1. April 2011 im Beisein des Außenministers der Emirate, Scheich Abdullah bin Zayid Al Nahyan und seines portugiesischen Amtskollegen Luís Amado eröffnet.

## Lage und Gebäude
Die Botschaft residiert im Stadtpalast Palácio do Príncipe Real, der nach dem Erdbeben von Lissabon 1755 errichtet wurde. Er liegt am Platz Praça do Príncipe Real im Zentrum von Lissabon. Zuvor war die Botschaft in einem Bürogebäude am Campo Grande untergebracht. 
Eine Vielzahl weiterer Botschaften und Unternehmenssitze befinden sich in der weiteren Nachbarschaft, so die Botschaften Dänemarks, Spaniens, Großbritanniens, der Slowakei und Irlands.

## Botschafter
- seit August 2010: Saqr Nasser Al Raisi